# Bohumír Lifka

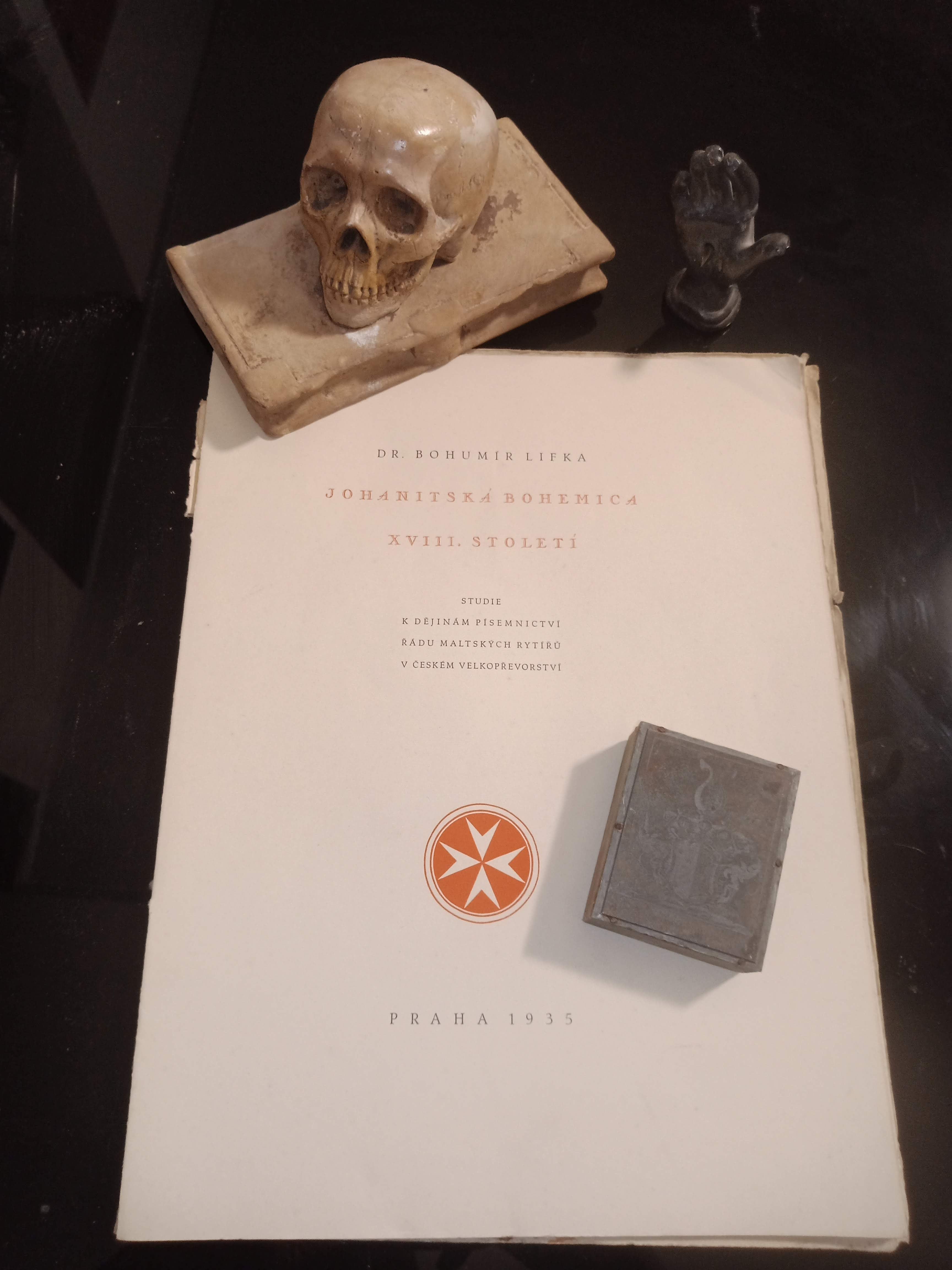
Osobní věci a dílo Bohumíra Lifky

Bohumír Lifka (24. března 1900 Radomyšl – 24. listopadu 1987 Praha) byl český knihovník, bibliofil, heraldik a archivář.

## Život
Narodil se v Radomyšli v rodině obchodníka Bohumíra Lifky (* 1864) a jeho manželky Anny Rozarie rozené Fialové (* 1871).
Studoval Jirsíkovo gymnázium v Českých Budějovicích. V letech 1919–1923 vystudoval filozofii a dějiny moderních literatur na filozofické fakultě Karlovy univerzity v Praze. V letech 1921–1922 také absolvoval Státní knihovnickou školu. Studia zakončil a doktorát získal dne 5. prosince 1923 obhajobou disertační práce s titulem Josef Dastich, příspěvek k dějinám českého herbartismu. Při studiu na univerzitě ho zaujala osobnost F. X. Šaldy, jehož přednášky o srovnávacích literaturách navštěvoval. Touto osobností se pak zabýval a věnoval ji řadu tvůrčích, edičních i vzpomínkových prací.
Po studiích nastoupil s pomocí Josefa Volfa jako knihovník do knihovny šlechtické rodiny Stadionů, majitelů zámku Trhanov, uložené v jejich zámečku v Koutu u Domažlic. Působil i jako archivář u šlechtické rodiny Colloredo-Mansfeldů. V roce 1925 se začal jako tajemník podílet na přípravě a vydávání Masarykova slovníku naučného v nakladatelství Československý kompas. V této funkci setrval až do konce projektu v roce 1933.
V roce 1979 se stal magistrálním rytířem, Maltézského řádu, a byl také rytířem Vojenského a špitálního řádu sv. Lazara Jeruzalémského.

### Rodinný život
Dne 20. září 1930 se v Radomyšli oženil s Marií Baborovou z Černíkova (* 1908).

## Dílo
Do Masarykova slovníku naučného přispěl hesly z oblasti historie, literatury, bibliografie a působil i jako jeho redaktor. Podílel se rovněž na přípravě Ottova slovníku naučného nové doby. Redigoval časopisy Český bibliofil (1939–1941), Marginalie (1934–), řídil redakci Erbovních knížek (1940–) a Časopisu Rodopisné společnosti československé (1946–1947). Psal i do Heraldické ročenky.
V roce 1957 se stal spoluzakladatelem Muzea knihy ve Žďáře nad Sázavou. Působil rovněž krátce v Národní a univerzitní knihovně v Praze, kde se podílel na katalogizaci starých tisků.
V roce 1934 se stal vedoucím knihovny Náprstkova muzea, v roce 1941 a opět v roce 1951 zde zorganizoval velkou výstavu o životě a díle Julia Zeyera se vzpomínkovou slavností pamětníků.
V knihovně působil až do roku 1959. V tomto roce byl neprávem obviněn z velezrady a na rok uvězněn. Po propuštění z vazby pracoval jako skladník ve společnosti Obuna a i jako antikvář v antikvariátu Praha-Smíchov. Poté pracoval do roku 1985 v knihovně Akademie věd České republiky. Úplné rehabilitace se však dočkal až posmrtně roku 1992.
Zabýval se zejména problematikou a historií klášterních a zámeckých knihovních fondů. V této oblasti provedl velmi záslužnou koncepční práci, kdy tyto vzácné fondy z pověření ministerstva kultury katalogizoval, třídil, hodnotil, zpopularizoval a zejména zachraňoval před zkázou. Snahou bylo zpřístupnit tyto fondy za pomocí souborných a lokálních katalogů
Stal se členem Spolku sběratelů a přátel exlibris a jiné užitkové grafiky, kde rovněž publikoval několik svých článků z této oblasti. Za zásluhy se mu dostalo cti se stát čestným členem Spolku českých bibliofilů. Z literární historie se zabýval zejména osobností spisovatele F. X. Šaldy a spisovatele Julia Zeyera.

### Hlavní díla
- Zámecké a palácové knihovny v Čechách: přehled historicko-topografický. Praha: Dr. Bohumír Lifka, 1934
- Roucho díla Zeyerova. Praha: Spolek českých bibliofilů, 1941
- Minulost a přítomnost knižní kultury ve Žďáře nad Sázavou. Brno: Krajské nakladatelství, 1964
- Exlibris a supralibros v českých korunních zemích v letech 1000 až 1900. Praha: Spolek sběratelů a přátel exlibris, 1982
- Radomyšl: dějiny jihočeského městečka a jeho okolí (spoluautor Bořivoj Nechvátal). Radomyšl: Obecní úřad v Radomyšli, 1993. 299 s. ISBN 80-900018-8-2